# Red Wattle
Le red wattle est une race porcine des États-Unis. 

## Origine
Cette race est issue d'une population porcine de Nouvelle-Calédonie introduite par les Français à la Nouvelle-Orléans au début du XVIIIe siècle.
Sa viande maigre lui a coupé les marchés à l'époque ou le lard salé et séché était une matière grasse recherchée pour transporter dans les vastes espaces de l'ouest.
La race quasi disparu a été retrouvée à l'état semi sauvage dans une forêt à l'est du Texas dans les années 1970. Une seconde source est issue également d'un groupe marron. Cette redécouverte d'une race à viande maigre a créé un engouement dans les années 1980, mais trois associations géraient chacune une population et le registre généalogique unifié n'a pas vu le jour. Des 272 animaux recensés en 1990, il n'en restait que 42 en 1999.
La race est en danger de disparition et a été répertoriée dans l'arche du goût de l'association slow food

## Morphologie

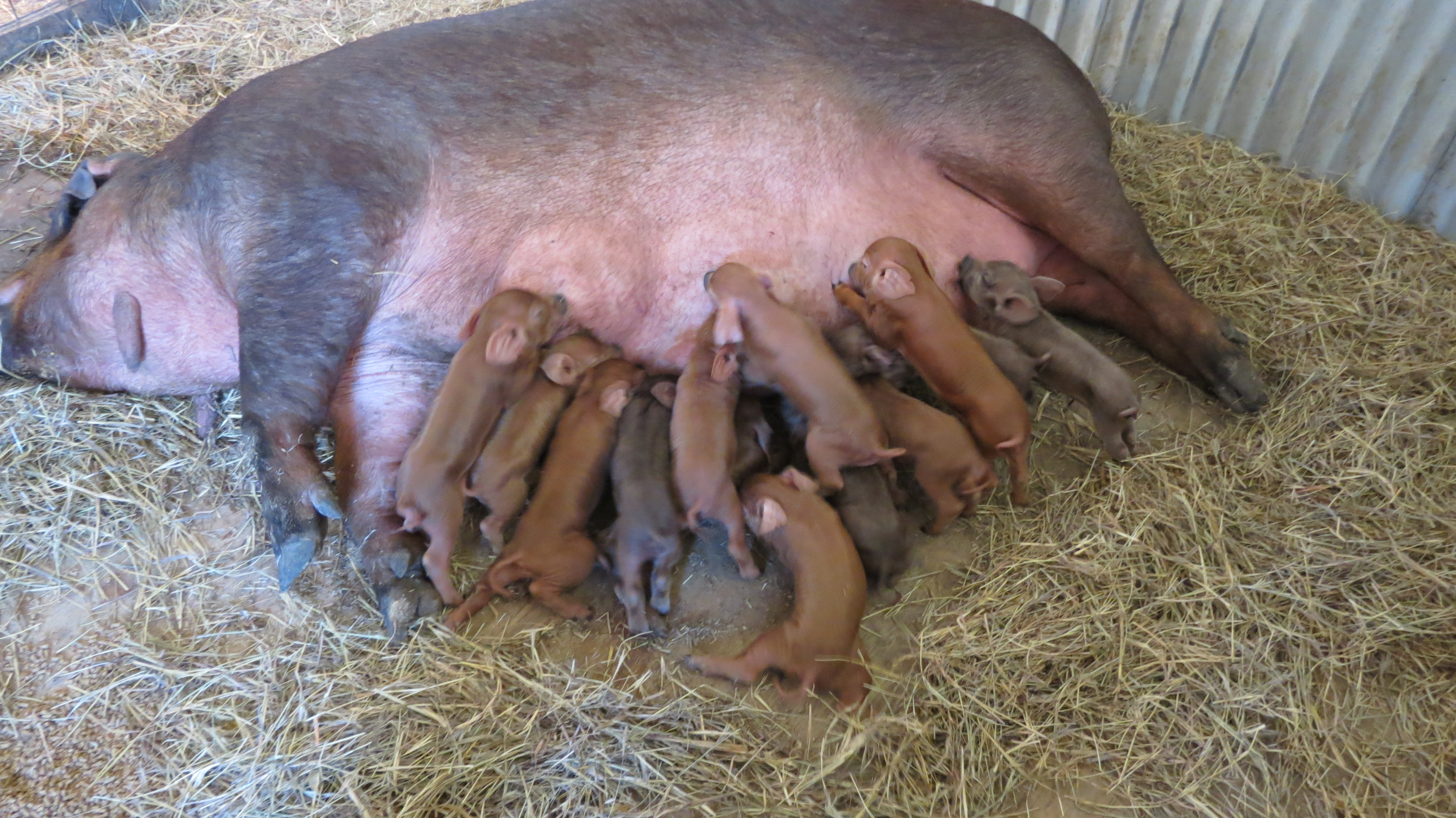
Truie allaitante au barbillon bien visible sur le cou.

C'est une race rouge à longs poils durs. La couleur va du roux vif au brun sombre, presque noir. 
La tête est fine avec un groin long, des oreilles droites à pointes pendant vers l'avant. Elle a la particularité d'avoir des barbillons de peau qui pendent dans le cou. 

## Aptitudes

### Élevage
Les animaux sont rustiques, tolérants au soleil et actifs dans leur recherche de nourriture. Adaptables dans des climats très variés, ils sont parfaitement adaptés à l'élevage extensif en plein air.
La truie est fertile avec des portées de 10 à 15 porcelets qu'elle nourrit bien grâce à une bonne lactation. Les jeunes grandissent vite. La mère est docile.

### Production
Elle donne une viande de grande qualité gustative et maigre. C'est une race vigoureuse en métissage qui confère ses qualités à sa descendance.